# Axel Jacobsson (filolog)
Axel Justus Jacobsson, född 16 mars 1858 i Vårviks socken, död 23 januari 1921 i Adolf Fredriks församling i Stockholm, var en svensk klassisk filolog.
Axel Jacobsson var son till folkskolläraren Andreas Jacobsson. Han avlade mogenhetsexamen i Vänersborg 1881 och studerade därefter vid Uppsala universitet där han blev filosofie kandidat 1884, filosofie licentiat 1889 och filosofie doktor 1895. Jacobsson tjänstgjorde därefter som vikarierande lektor vid Högre latinläroverket å Norrmalm 1890–1899, utnämndes 1900 till lektor i latin och grekiska i Hudiksvall, kallades 1902 till adjunkt vid Nya elementarskolan i Stockholm och var från 1903 till sin död lektor där. Jacobsson utgav en upplaga av Cicero, De oratore (1890), översatte Titus Calpurnius Siculus' Idyllia samt offentliggjorde en studie över Lucretius, Studiorum Lucretianorum speciemen (1891). Lucretiusstudierna kom senare att uppta Jacobssons fulla intresse och ledde fram till hans främsta verk, en översättning av Lucretius De rerum natura (Om världsalltet), vilken han utgav 1903 och 1904 med stöd av Svenska Akademien och Letterstedtska föreningen, och av vilken olika partier belönades med Svenska Akademiens mindre guldmedalj och hedersomnämnande. Jacobsson utgav även Stilistik för öfversättning från latinet (1899). Jacobsson var 1897–1901 sekreterare i Stockholms humanistiska förbund. Han är begravd på Norra begravningsplatsen utanför Stockholm.